# Frare cridaner
El frare cridaner (Philemon corniculatus) és una espècie d'ocell, membre del gènere Philemon, de la família Meliphagidae. Aquesta espècie en concret és nadiua de l'est d'Austràlia i de Nova Guinea.